# 11854 Ludwigrichter
11854 Ludwigrichter è un asteroide della fascia principale. Scoperto nel 1988, presenta un'orbita caratterizzata da un semiasse maggiore pari a 2,3834581 UA e da un'eccentricità di 0,1445630, inclinata di 8,57432° rispetto all'eclittica.